# Gabi Beltrán
Gabi Beltrán és un dibuixant de còmics i il·lustrador nascut a Palma l'any 1966.

## Biografia
Gabi Beltrán va néixer al barri de Sa Gerreria de Palma el 1966.
Va intentar viure del còmic, però al no sortir-se'n, es va passar a la il·lustració.
L'any 2007 va començar a col·laborar amb El País Semanal, il·lustrant els articles de Javier Cercas i els reportatges de Trías de Bes.
L'any 2008 va passar a treballar per l'agència Veer dels Estats Units fins al 2013. També va publicar a Communication Arts i va dissenyar portades per bandes de Los Angeles.
Ha col·laborat de forma habitual amb el diari "Público".
L'any 2011 va publicar amb el dibuixant Tomeu Seguí Nicolau la novel·la gràfica Històries del barri que tracta sobre la seva adolescència. El desembre del 2014 Esquitx Edicions va publicar la segona part: Històries del barri. Camins. El 2021 va publicar El mecanismo amb Ángel Trigo.